# Villeray–Saint-Michel–Parc-Extension
Villeray-Saint-Michel-Parc-Extension es un distrito de la ciudad de Montreal. Según el censo de 2016, tiene una población de 143 853 habitantes.

## Geografía
La superficie del distrito es de 16,1 km².

## Historia
Hasta el final del siglo XIX, el municipio de Villeray - Saint-Michel - Parc-Extension era solo un vasto campo salpicado de tierras agrícolas. Luego, la inauguración del ferrocarril Canadian Pacific en 1878, así como la puesta en servicio del tranvía eléctrico en 1892, permitieron el inicio del crecimiento del barrio Villeray. También fue en este momento que la comunidad de inmigrantes italianos eligió el distrito como su lugar favorito.
A principios del siglo XX, el auge de la industrialización de Parc-Extension así como la prosperidad de una docena de canteras contribuyeron a la expansión económica de la zona.
Desde finales de la década de 1940, la explotación de las canteras  Miron y  Francon atrajo a muchos trabajadores a Saint-Michel y Parc-Extension. La Carretera Metropolitana, cuya construcción se completó en 1959 en este sector, cortó el distrito en dos, pero también atrajo varias industrias. 
Con industrias competitivas que crearon una gran cantidad de puestos de trabajo y una infraestructura de transporte eficiente, todos los elementos estaban en su lugar para generar un crecimiento demográfico significativo. El crecimiento del sector manufacturero, especialmente el textil, alentará a las poblaciones de origen extranjero a establecerse en Villeray - Saint Michel.

## Demografía
El distrito de Villeray- Saint-Michel -Parc-Extension es el más multiétnico de todos los distritos de Montreal. Los residentes provienen de 75 comunidades culturales diferentes. Las comunidades más importantes son las francófonas, la italiana, la griega, la india, la portuguesa, la vietnamita, la magrebí y la haitiana.
El francés permanece como la lengua más usada en casa (51% de los residentes). Los residentes de origen latinoamericano son lo bastante numerosos para que el español sea la segunda lengua en importancia.

## Lugares de interés
- Complexe environnemental Saint-Michel
- Cirque du Soleil
- Parque Jarry, donde se encuentra el Stade Uniprix

## Transportes públicos
- Estación de metro Crémazie
- Estación de metro Jarry
- Estación de metro Jean-Talon
- Estación de metro Saint-Michel
- Estación de metro D'Iberville
- Estación de metro Fabre
- Estación de metro De Castelnau
- Estación de metro Parc